# Tailtiu
Tailtiu (anche Tailltiu e Tailte) è una presunta divinità femminile della mitologia irlandese da cui ha preso il nome una città della contea di Meath.
Secondo il Libro delle invasioni, Tailtiu era la figlia del re di Spagna e moglie di Eochaid mac Eirc, l'ultimo re supremo Fir Bolg d'Irlanda, che chiamò la sua capitale da lei (oggi Teltown, tra Navan e Kells). Lei sopravvisse all'invasione dei Túatha Dé Danann e divenne la madre adottiva di Lúg. Lug stabilì il festival Áenach Tailteann in onore di lei, che continuò a essere celebrato fino al XVIII secolo. Morì dopo aver creato la pianura di Breg nella contea di Meath e Lug istitutì giochi funebri in suo onore al festival di Lughnasadh. Nei tempi storici nella città di Tailtiu si teneva la principale assemblea delle prime dinastie degli Uí Néill.